# شهرستان صحنه
شهرستان صحنه (کردی:سه‌حنه) از شهرستان‌های استان کرمانشاه در غرب ایران است. این شهرستان دارای دو بخش مرکزی و دینور است.
مرکز این شهرستان شهر صحنه است که در ۵۰ کیلومتری شهر کرمانشاه و در جاده همدان قرار گرفته‌است.

## موقعیت جغرافیایی
شهرستان صحنه از شمال با شهرستان سنقر و کلیایی و استان کردستان، از شرق با کنگاور، از غرب با شهرستان کرمانشاه و  شهرستان هرسین و از جنوب با شهرستان دلفان همجوار است.

## تقسیمات کشوری

### شهرها
| رتبه در شهرستان | نام شهر   | بخش       | جمعیت (۱۳۹۵) |
| --------------- | --------- | --------- | ------------ |
| ۱               | صحنه      | بخش مرکزی | ۳۵٬۵۰۸ نفر   |
| ۲               | میان‌راهان | بخش دینور | ۶۹۵ نفر      |

### بخش‌ها
| بخش‌ها     | بخش‌ها            | بخش‌ها          | بخش‌ها       | بخش‌ها     | بخش‌ها                |
| نام بخش   | جمعیت بخش (۱۳۸۵) | تعداد دهستان‌ها | تعداد شهرها | مرکز بخش  | جمعیت مرکز           |
| --------- | ---------------- | -------------- | ----------- | --------- | -------------------- |
| بخش مرکزی | ۵۶۲۳۷ نفر        | ۴ دهستان       | ۱ شهر       | صحنه      | ۳۵٬۵۰۸ نفر (۱۳۹۵)    |
| بخش دینور | ۱۹۹۷۳ نفر        | ۳ دهستان       | ۱ شهر       | میان‌راهان | ۷۰۷ نفر (تخمین ۱۳۹۵) |

### دهستان‌ها
| بخش       | دهستان           | دهستان              |
| بخش       | نام دهستان       | جمعیت دهستان (۱۳۸۵) |
| --------- | ---------------- | ------------------- |
| بخش مرکزی | دهستان خدابنده‌لو | ۳۳۸۹ نفر            |
| بخش مرکزی | دهستان صحنه      | ۴۹۶۰ نفر            |
| بخش مرکزی | دهستان گاماسیاب  | ۶۳۶۵ نفر            |
| بخش مرکزی | دهستان هجر       | ۷۰۰۷ نفر            |
| بخش دینور | دهستان حر        | ۵۲۶۱ نفر            |
| بخش دینور | دهستان کندوله    | ۵۰۸۰ نفر            |
| بخش دینور | دهستان دینور     | ۹۱۴۳ نفر            |

## دربارهٔ شهرستان صحنه
طول جغرافیایی شهر ۴۷٫۶۸٫۷۲ و عرض جغرافیایی آن ۳۴٫۴۸٫۴۴ می‌باشد. شهرستان صحنه دارای باغ‌های میوه فراوان است. منبع اصلی تهیه آب این شهر سراب صحنه می‌باشد. این منطقه دارای رودخانه‌ها و چشمه‌های بسیاری است که آن را به سرزمینی پرآب و حاصلخیز با هوایی معتدل تبدیل نموده‌است.
این شهرستان بر اساس سرشماری ۱۳۹۵ خورشیدی ۷۰٬۷۵۷ نفر جمعیت داشته و از دو بخش بخش مرکزی و دینور شامل بخش صحنه به مرکزیت شهر صحنه و دهستان‌های خدابنده لو، هجر، گاماسیاب و صحنه و بخش دینور به مرکزیت شهر میانراهان مشتمل بر دهستان‌های حر، کندوله و دینور تشکیل شده‌است.
وجه تسمیه و تاریخچه شهر صحنه چندان مشخص نیست اما در سفرنامه‌ای از ناصرالدین شاه از «قریه صحنه» به عنوان روستایی حاصل‌خیز نام برده شده‌است. بر اساس آثار تاریخی که در شهر موجود است (کاروانسراهای عباسی در خیابان شاباسی و دخمه مادها (معروف به شیرین و فرهاد) در کوه‌های دربند صحنه) از دیرباز در مسیر راه‌های مسافری مهم قرار داشته‌است.

## مردم شناسی
کردهای شهرستان صحنه به زبان کردی صحنه‌ای سخن می‌گویند کُردی این منطقه با گویش کلهری تفاوت کمی دارد و به گویش کرمانشاهی و با لهجۀ مخصوص شهرهای صحنه و کنگاور ادا می‌شود.

## کشاورزی و باغداری
محصولات باغی شهرستان صحنه از کیفیت بالایی برخوردارند. سیب صحنه به دلیل مهارت باغداران و نیز آب و هوای این شهرستان طعم و عطر دلپذیری دارد. در سال زراعی ۱۴۰۱ در سطح شهرستان صحنه حدود ۶۷۰ هکتار باغ سیب وجود داشته که بیش از ۱۵ هزار تن سیب درختی از آن برداشت شده‌است. فصل برداشت سیب درختی در شهرستان صحنه بسته به نوع سیب از اواخر خرداد تا آذر ادامه دارد. از ارقام سیب درختی در شهرستان صحنه می‌توان به سیب گلاب، سیب قرمز و زرد لبنان و سیب گالا اشاره کرد. سیب قرمز و زرد روستاهای سرتخت و سربرزه در بازارهای ایران و حتی خارج از ایران شهرت دارد. به دلیل حاصلخیز بودن زمین های این شهرستان کشت برنج در آن انجام می شود و برنج بسیار خوبی دارد.

## صنعت
در شهرستان صحنه یک کارخانۀ خودروسازی متعلق به شرکت ایران خودرو وجود دارد. این کارخانه که عملیات ساخت آن از سال ۱۳۹۴ آغاز شد، در مرداد ۱۳۹۶ افتتاح شد و از مهر ۱۳۹۶ با ظرفیت اسمی تولید روزانه ۶۰ دستگاه و سالانه ۱۵۰۰۰ دستگاه پژو پارس به تولید انبوه رسید. در ۱ تیر ۱۴۰۲ اعلام شد که هم‌اکنون سالانه ۴۳ هزار دستگاه خودرو در این کارخانه مونتاژ می‌شود.